# 민복기 (1968년)
민복기(1968년 ~ )은 대한민국의 배우이자 영화 감독이다.

## 학력
- 양평초등학교 졸업
- 건국대학교 전기공학 학사

## 작품 목록

### 영화
배우
- 《타인의 것》 (2018년, 단편)
- 《버닝》 (2018년) - 판사 역
- 《흥부》 (2018년) - 김복기 역
- 《미스터 쿠퍼》 (2016년) - 김 사장 역
- 《설지》 (2015년) - 배 대표 역
- 《협녀, 칼의 기억》 (2015년) - 신하 2 역
- 《화이: 괴물을 삼킨 아이》 (2013년) - 중년 전직검사 역
- 《분노의 윤리학》 (2013년) - GG사장 역
- 《26년》 (2012년) - 탁 실장 역
- 《간첩》 (2012년) - 주치의 역
- 《천국의 아이들》 (2012년) - 홍구선생 역
- 《나는 공무원이다》 (2012년) - 민원인 역
- 《의뢰인》 (2011년) - 최 교수 역
- 《파괴된 사나이》 (2010년) - 택배기사 역
- 《시》 (2010년) - 순창 아버지 역
- 《작은 연못》 (2010년) - 민씨 역
- 《잘 알지도 못하면서》 (2009년) - 제천 역
- 《고고70》 (2008년) - 닐바나 사장 역
- 《황진이》 (2007년) - 호장 역
- 《후회하지 않아》 (2006년) - 사랑남 역
- 《강적》 (2006년) - 도 사장 역
- 《눈부신 하루》 (2006년) - 형사 2 역
- 《사랑해, 말순씨》 (2005년) - 담임 선생님 역
- 《인어 공주》 (2004년) - 아버지 동료 역
- 《마지막 늑대》 (2004년) - 김만복 역
- 《질투는 나의 힘》 (2003년) - 김재복 역
- 《유령》 (1999년) - 982 역

감독
- 《씨, 베토벤》 (2014년)

### 드라마
- 《인간수업》 (2020년, 넷플릭스) - 학생주임 역
- 《무법 변호사》 (2018년, tvN) - 한태경 역
- 《인형의 집》 (2018년, KBS2)
- 《더 패키지》 (2017년, JTBC) - 한두리의 아버지 역
- 《아르곤》 (2017년, tvN)
- 《쇼핑왕 루이》 (2016년, MBC)
- 《결혼계약》 (2016년, MBC)
- 《내 마음의 꽃비》 (2016년, KBS2) - 민덕수 역
- 《오만과 편견》 (2014년~2015년, MBC) - 오정태 역
- 《미생》 (2014년, tvN) - 김상협 역
- 《세상 어디에도 없는 착한남자》 (2012년, KBS2) - 박재길 아버지의 회사 직원 역
- 《로드 넘버원》 (2010년, MBC) - 박달문 역
- 《달콤한 나의 도시》 (2008년, SBS) - 황부장 역
- 《드라마시티 - S대 법학과 미달사건》 (2003년, KBS2) - 김변호사 역

## 수상
- 2012년 제12회 2인극 페스티벌 인기작품상